# TRAPPIST-1c
TRAPPIST-1c – skalista planeta pozasłoneczna krążąca wokół bardzo chłodnego czerwonego karła TRAPPIST-1 oddalonego 39 lat świetlnych (około 12 parseków) od Słońca, znajdującego się w gwiazdozbiorze Wodnika.

## Widmo TRAPPIST-1c
Analiza widma planety TRAPPIST-1c wskazuje, że nie posiada ona rozdętej otoczki wodorowej, niewykluczone jest jednak istnienie gęstszej atmosfery złożonej z cięższych gazów. Ze względu na niewielką odległość planety od gwiazdy na planecie nie może występować woda w stanie ciekłym – krąży ona poza ekosferą.